# 醉枣
醉枣是中国北部，尤其以山东省为主的一种传统食品。以当地产红枣秋天收获后浸泡入白酒，经过一定时间白酒浸入红枣，枣肉绵软有酒香，据称有养生功效。尤其以山东乐陵的金丝小枣醉枣有名。

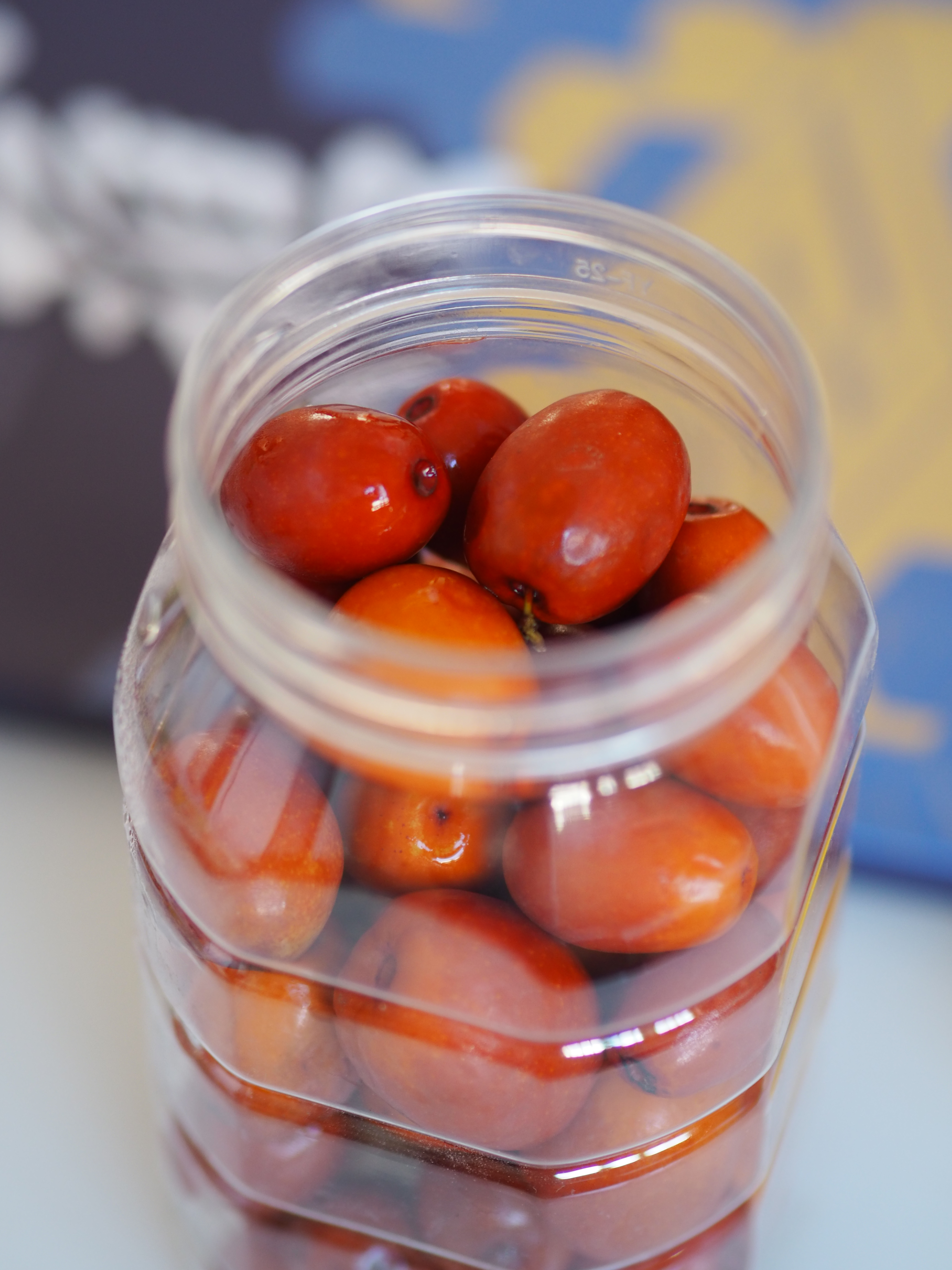